# Fares Karam
Fares Karam (árabe: فارس كرم, nacido en Jezzine, Líbano, 25 de junio de 1973) es un cantante popular del Líbano que se especializa en la música Dabke libanesa, pero con un toque más moderno. Ha producido muchos éxitos en todo el mundo árabe y Oriente Medio, tales como El-Tanoura (La Falda), Shefta (La vi) y Neswanji (Mujeriego). A lo largo de su carrera, ha participado en un gran número de conciertos, celebraciones públicas y festivales, y ha realizado giras en América del Sur, Estados Unidos, Australia y Canadá.

## Biografía
Fares Karam nació en Jezzine, en el sur de Líbano, descendiente de una familia cristiana de clase obrera. Su padre era agricultor y su madre trabajaba como maestra en la escuela local de su pueblo. Karam subió al escenario entre 1996 y 1997 cuando participó en el show televisivo Studio El Fan. Su estilo musical en los últimos tiempos está vinculado más estrechamente al Dabke, parte del folclore de la música libanesa que involucra una banda árabe en vivo con un Tabl (gran tambor). Esto ha ayudado a popularizar su música en los clubes nocturnos del Líbano, donde el público asistente baila el Dabke.

## Álbumes
- Janen (2002)
- Aktar Min Rohi (2003)
- Dakhelo (2004)
- Wedni (2005)
- Yo'Borni (2007)
- El Hamdellah (2010)
- Fares Karam 2013 (2013)

## Premios
Fares Karam ha ganado muchos premios de prestigio en su carrera artística:
- Sydney Cedros Club (1999)
- Arte del Líbano (2002)
- Al-producción Nojoum Australia (2003)
- Hollywood, California (2004)
- Leones Internacional (2005)
- The Arms of Alberta (2005)
- XV Faces Concert (2005)
- Festival de Cartago (2006)